# La botola
La botola è stato un programma televisivo italiano, andato in onda dal 30 giugno al 12 settembre 2008 nell'access prime time di Rai Uno condotto da Fabrizio Frizzi. Tre coppie di concorrenti si sfidavano in prove quali canto, ballo, recitazione.
I 200.000€ finali sono stati vinti da Corrado Sillitti di Caltanissetta, che suonava il pianoforte girato senza vederlo.

## Edizioni
| Edizione | Periodo        | Periodo           | Conduzione      | Regia            | Studio di messa in onda                                     |
| Edizione | Inizio         | Fine              | Conduzione      | Regia            | Studio di messa in onda                                     |
| -------- | -------------- | ----------------- | --------------- | ---------------- | ----------------------------------------------------------- |
| 1ª       | 30 giugno 2008 | 12 settembre 2008 | Fabrizio Frizzi | Stefano Mignucci | Teatro 6 degli STUDIOS (Studi Televisivi De Paolis) di Roma |

## Meccanismo
Ogni concorrente viene presentato da una persona (parente, amico) che da un pulpito legge una breve presentazione scritta su una pergamena. Finita la presentazione, il concorrente ha novanta secondi di tempo per portare a termine l'esibizione.
Un componente di ogni coppia viene eliminato mediante votazione del pubblico presente in studio.
Viene visualizzata la percentuale più bassa (che va da 1% a 49%), che appartiene al concorrente che sta per essere eliminato.
Le eliminazioni avvengono attraverso l'apertura di una botola che fa piombare i concorrenti in piscina.
Uno dei tre finalisti vince i 5.000 € della puntata.

## Le "Botoline"
- Micol Azzurro di Roma
- Claudia De Falchi di Roma
- Ilaria Capponi di Perugia
- Sara Crisci di Napoli
- Aliuska Guzman Arias di Caltanissetta
- Marilena Incutti di Altomonte

## Motivo musicale
Il motivo musicale che accompagna tutta la trasmissione è Chihuahua di DJ Bobo.